# Rugby Europe Championship 2024
Rugby Europe Championship 2024 – najwyższy poziom rozgrywek w ramach sezonu 2023/2024 Rugby Europe International Championships.
Edycja z 2024 roku powielała format z poprzedniego roku składający się z faz grupowej oraz pucharowej – oddzielnie dla zespołów z miejsc pierwszego i drugiego w każdej grupie oraz dla drużyn z miejsc trzeciego i czwartego.

## Grupa A
|   | Drużyna   | Mecze | Wygrane | Remisy | Przegrane | Bilans punktów | Różnica | Punkty dodatkowe | Punkty |
| - | --------- | ----- | ------- | ------ | --------- | -------------- | ------- | ---------------- | ------ |
| 1 | Gruzja    | 3     | 3       | 0      | 0         | 97:30          | +67     | 2                | 14     |
| 2 | Hiszpania | 3     | 2       | 0      | 1         | 50:61          | −11     | 1                | 9      |
| 3 | Holandia  | 3     | 1       | 0      | 2         | 67:64          | +3      | 2                | 6      |
| 4 | Niemcy    | 3     | 0       | 0      | 3         | 35:94          | −59     | 0                | 0      |

| 3 lutego 202413:15 CET (UTC+1) | Holandia                                           | 18:20(6:20) | Hiszpania                                  | Nationaal Rugby Centrum, Amsterdam Widzów: 1400 Sędzia: Hollie Davidson |
| 3 lutego 202413:15 CET (UTC+1) | Weersma 8 (pd 2K), Bloemen 5 (P), Van Dijken 5 (P) | 18:20(6:20) | Güemes 10 (2pd 2K), Bell 5 (P), Cian 5 (P) | Nationaal Rugby Centrum, Amsterdam Widzów: 1400 Sędzia: Hollie Davidson |
| 3 lutego 202413:15 CET (UTC+1) | Bloemen                                            | 18:20(6:20) |                                            | Nationaal Rugby Centrum, Amsterdam Widzów: 1400 Sędzia: Hollie Davidson |

| 4 lutego 202415:00 CET (UTC+1) | Niemcy                                                               | 17:28(10:14) | Gruzja                                                                                          | Paul Greifzu Stadion, Dessau-Roßlau Widzów: 5400 Sędzia: Tom Spurrier |
| 4 lutego 202415:00 CET (UTC+1) | Bachofer 5 (P), Klewinghaus 5 (P), Stella 5 (pd K), Parkinson 2 (pd) | 17:28(10:14) | Matkawa 6 (3pd), Modebadze 5 (P), Spanderaszwili 5 (P), Szarikadze 5 (P), karne przyłożenie – 7 | Paul Greifzu Stadion, Dessau-Roßlau Widzów: 5400 Sędzia: Tom Spurrier |
| 4 lutego 202415:00 CET (UTC+1) | Paine                                                                | 17:28(10:14) | Kartweliszwili                                                                                  | Paul Greifzu Stadion, Dessau-Roßlau Widzów: 5400 Sędzia: Tom Spurrier |

| 10 lutego 202414:00 GET (UTC+4) | Gruzja                                                                                         | 31:10(14:3) | Holandia                             | Stadion Awczala, Tbilisi Widzów: 2963 Sędzia: Alexandru Ionescu |
| 10 lutego 202414:00 GET (UTC+4) | Kweseladze 10 (2P), Matkawa 6 (3pd), Babunaszwili 5 (P), Spanderaszwili 5 (P), Tabucadze 5 (P) | 31:10(14:3) | Weersma 3 (K), karne przyłożenie – 7 | Stadion Awczala, Tbilisi Widzów: 2963 Sędzia: Alexandru Ionescu |
| 10 lutego 202414:00 GET (UTC+4) | Dżawachia, Tapladze                                                                            | 31:10(14:3) | Raymond, Fikken                      | Stadion Awczala, Tbilisi Widzów: 2963 Sędzia: Alexandru Ionescu |

| 11 lutego 202412:45 CET (UTC+1) | Hiszpania                                                                              | 27:5(15:5) | Niemcy         | Estadio Nacional Complutense, Madryt Widzów: 6000 Sędzia: Paulo Duarte |
| 11 lutego 202412:45 CET (UTC+1) | Bay 5 (P), Bell 5 (P), Cian 5 (P), Güemes 5 (pd K), Mateu 5 (P), López Bontempo 2 (pd) | 27:5(15:5) | Tyumenev 5 (P) | Estadio Nacional Complutense, Madryt Widzów: 6000 Sędzia: Paulo Duarte |
| 11 lutego 202412:45 CET (UTC+1) | del Hoyo                                                                               | 27:5(15:5) |                | Estadio Nacional Complutense, Madryt Widzów: 6000 Sędzia: Paulo Duarte |

| 17 lutego 202416:00 GET (UTC+4) | Gruzja | 38:3(7:3) | Hiszpania            | Stadion Awczala, Tbilisi Widzów: 3000 Sędzia: Sam Grove-White |
| 17 lutego 202416:00 GET (UTC+4) | Babunaszwili 5 (P), Kweseladze 5 (P), Peranidze 5 (P), Tabucadze 5 (P), Tapladze 5 (P), Abżandadze 4 (2pd), Matkawa 2 (pd), karne przyłożenie – 7 | 38:3(7:3) | López Bontempo 3 (K) | Stadion Awczala, Tbilisi Widzów: 3000 Sędzia: Sam Grove-White |
| 17 lutego 202416:00 GET (UTC+4) | Bell, Imaz | 38:3(7:3) |                      | Stadion Awczala, Tbilisi Widzów: 3000 Sędzia: Sam Grove-White |

| 18 lutego 202413:30 CET (UTC+1) | Holandia                                                                                  | 39:13(12:10) | Niemcy                           | Nationaal Rugby Centrum, Amsterdam Sędzia: Andrew Cole |
| 18 lutego 202413:30 CET (UTC+1) | Weersma 14 (4pd 2K), Bennie-Coulson 10 (2P), Fortuin 5 (P), Noorman 5 (P), Van Dijk 5 (P) | 39:13(12:10) | Stella 8 (pd 2K), Tyumenev 5 (P) | Nationaal Rugby Centrum, Amsterdam Sędzia: Andrew Cole |
| 18 lutego 202413:30 CET (UTC+1) | Bloemen                                                                                   | 39:13(12:10) |                                  | Nationaal Rugby Centrum, Amsterdam Sędzia: Andrew Cole |

## Grupa B
|   | Drużyna    | Mecze | Wygrane | Remisy | Przegrane | Bilans punktów | Różnica | Punkty dodatkowe | Punkty |
| - | ---------- | ----- | ------- | ------ | --------- | -------------- | ------- | ---------------- | ------ |
| 1 | Portugalia | 3     | 2       | 0      | 1         | 109:41         | +68     | 3                | 11     |
| 2 | Rumunia    | 3     | 2       | 0      | 1         | 77:75          | +2      | 1                | 9      |
| 3 | Belgia     | 3     | 2       | 0      | 1         | 59:49          | +10     | 1                | 9      |
| 4 | Polska     | 3     | 0       | 0      | 3         | 25:105         | −80     | 0                | 0      |

| 3 lutego 202420:00 CET (UTC+1) | Belgia                          | 10:6(10:6) | Portugalia   | Stade Charles Tondreau, Mons Widzów: 4600 Sędzia: Saba Abulaszwili |
| 3 lutego 202420:00 CET (UTC+1) | De Francq 5 (P), Remue 5 (pd K) | 10:6(10:6) | Aubry 6 (2K) | Stade Charles Tondreau, Mons Widzów: 4600 Sędzia: Saba Abulaszwili |
| 3 lutego 202420:00 CET (UTC+1) | Berguet, Hendrickx, Torfs       | 10:6(10:6) | Belo         | Stade Charles Tondreau, Mons Widzów: 4600 Sędzia: Saba Abulaszwili |

| 4 lutego 202418:15 CET (UTC+1) | Polska                          | 8:20(3:17) | Rumunia                                                    | Narodowy Stadion Rugby, Gdynia Widzów: 2500 Sędzia: Keane Davison |
| 4 lutego 202418:15 CET (UTC+1) | Tebbatt 5 (P), Piotrowicz 3 (K) | 8:20(3:17) | Boldor 5 (pd K), Savin 5 (P), Strătilă 5 (P), Tevita 5 (P) | Narodowy Stadion Rugby, Gdynia Widzów: 2500 Sędzia: Keane Davison |
| 4 lutego 202418:15 CET (UTC+1) | M. Plichta                      | 8:20(3:17) | Sobota                                                     | Narodowy Stadion Rugby, Gdynia Widzów: 2500 Sędzia: Keane Davison |

| 10 lutego 202414:30 EET (UTC+2) | Rumunia                                                                                       | 33:18(14:6) | Belgia                                           | Stadionul Arcul de Triumf, Bukareszt Widzów: 5500 Sędzia: Iñigo Atorrasagasti |
| 10 lutego 202414:30 EET (UTC+2) | Savin 5 (P), Conache 5 (P), Manumua 5 (P), Roșu 5 (P), Melinte 6 (3pd), karne przyłożenie – 7 | 33:18(14:6) | Gott 6 (2K), Soenen 5 (P), karne przyłożenie – 7 | Stadionul Arcul de Triumf, Bukareszt Widzów: 5500 Sędzia: Iñigo Atorrasagasti |
| 10 lutego 202414:30 EET (UTC+2) | Burțilă, Conache                                                                              | 33:18(14:6) | Bastin, De Wolf                                  | Stadionul Arcul de Triumf, Bukareszt Widzów: 5500 Sędzia: Iñigo Atorrasagasti |

| 10 lutego 202419:00 WET (UTC±0) | Portugalia | 54:7(33:7) | Polska                        | Estádio Nacional, Oeiras Widzów: 2300 Sędzia: Ethan Glass |
| 10 lutego 202419:00 WET (UTC±0) | Camacho 15 (3P), Aubry 10 (5pd), Baptista 5 (P), Begic 5 (P), Lima 5 (P), Torgal 5 (P), Rodrigues 2 (pd), karne przyłożenie – 7 | 54:7(33:7) | Maltby 5 (P), Banaszek 2 (pd) | Estádio Nacional, Oeiras Widzów: 2300 Sędzia: Ethan Glass |
| 10 lutego 202419:00 WET (UTC±0) | Wallis | 54:7(33:7) | Bachurzewski · Banaszek       | Estádio Nacional, Oeiras Widzów: 2300 Sędzia: Ethan Glass |

| 17 lutego 202416:30 EET (UTC+2) | Rumunia                                                         | 24:49(10:20) | Portugalia                                                                               | Stadionul Arcul de Triumf, Bukareszt Widzów: 5000 Sędzia: Nika Amaszukeli |
| 17 lutego 202416:30 EET (UTC+2) | Conache 9 (3pd dg), Cojocaru 5 (P), Gontineac 5 (P), Neag 5 (P) | 24:49(10:20) | Aubry 19 (5pd 3K), Cardoso 10 (2P), L. Martins 10 (2P), Appleton 5 (P), N. Martins 5 (P) | Stadionul Arcul de Triumf, Bukareszt Widzów: 5000 Sędzia: Nika Amaszukeli |
| 17 lutego 202416:30 EET (UTC+2) | Batista                                                         | 24:49(10:20) |                                                                                          | Stadionul Arcul de Triumf, Bukareszt Widzów: 5000 Sędzia: Nika Amaszukeli |

| 17 lutego 202418:00 CET (UTC+1) | Belgia                                                                          | 31:10(10:0) | Polska                         | Stade du Pachy, Waterloo Widzów: 2000 Sędzia: Ben Breakspear |
| 17 lutego 202418:00 CET (UTC+1) | De Francq 11 (4pd K), Berger 5 (P), Hendrickx 5 (P), Jadot 5 (P), Raynier 5 (P) | 31:10(10:0) | Maltby 5 (pd K), Saborit 5 (P) | Stade du Pachy, Waterloo Widzów: 2000 Sędzia: Ben Breakspear |
| 17 lutego 202418:00 CET (UTC+1) | Palamarczuk, Szczepański                                                        | 31:10(10:0) |                                | Stade du Pachy, Waterloo Widzów: 2000 Sędzia: Ben Breakspear |

## Faza pucharowa

### O miejsca 5–8
|  | Półfinały               | Półfinały              |   |                      | o 5. miejsce         | o 5. miejsce |  |
|  |                         |                        |   |                      |                      |              |  |
|  | Amsterdam, 2 marca 2024 |                        |   |                      |                      |              |  |
|  | Holandia                | 54                     |   |                      |                      |              |  |
|  | Polska                  | 7                      |   |                      |                      |              |  |
|  |                         |                        |   |                      |                      |              |  |
|  |                         |                        |   |                      | Paryż, 17 marca 2024 |              |  |
|  |                         |                        |   |                      | Holandia             | 45           |  |
|  |                         | Niemcy                 | 0 |                      |                      |              |  |
|  |                         |                        |   |                      |                      |              |  |
|  |                         |                        |   |                      |                      |              |  |
|  |                         |                        |   |                      | o 7. miejsce         |              |  |
|  | Waterloo, 2 marca 2024  | Waterloo, 2 marca 2024 |   | Paryż, 17 marca 2024 | Paryż, 17 marca 2024 |              |  |
|  | Belgia                  | 11                     |   | Polska               | 8                    |              |  |
|  | Niemcy                  | 21                     |   |                      | Belgia               | 34           |  |

Półfinały
| 2 marca 202416:15 CET (UTC+1) | Holandia | 54:7(32:0) | Polska                     | Nationaal Rugby Center, Amsterdam Widzów: 1700 Sędzia: Iñigo Atorrasagasti |
| 2 marca 202416:15 CET (UTC+1) | Meijer 14 (4pd 2K), Bennie-Coulson 5 (P), Van Dijk 5 (P), Van Hilst 5 (P), Limmen 5 (P), Noorman 5 (P), Raymond 5 (P), Schoonraad 5 (P), Van de Ven 5 (P) | 54:7(32:0) | Loboda 5 (P), Kolas 2 (pd) | Nationaal Rugby Center, Amsterdam Widzów: 1700 Sędzia: Iñigo Atorrasagasti |
| 2 marca 202416:15 CET (UTC+1) | Loboda | 54:7(32:0) |                            | Nationaal Rugby Center, Amsterdam Widzów: 1700 Sędzia: Iñigo Atorrasagasti |

| 2 marca 202419:00 CET (UTC+1) | Belgia                         | 11:21(3:8) | Niemcy                                                               | Stade du Pachy, Waterloo Widzów: 2500 Sędzia: Sam Grove-White |
| 2 marca 202419:00 CET (UTC+1) | De Franq 6 (2K), Wallraf 5 (P) | 11:21(3:8) | Klewinghaus 8 (pd dg K), Lammers 5 (P), Tyumenev 5 (P), Stella 3 (K) | Stade du Pachy, Waterloo Widzów: 2500 Sędzia: Sam Grove-White |
| 2 marca 202419:00 CET (UTC+1) | Berger, De Francq              | 11:21(3:8) | Rodwell                                                              | Stade du Pachy, Waterloo Widzów: 2500 Sędzia: Sam Grove-White |

Mecz o siódme miejsce
| 17 marca 202412:00 CET (UTC+1) | Polska                             | 8:34(3:22) | Belgia                                                                                    | Stade Jean-Bouin, Paryż Widzów: 2000 Sędzia: Szota Tewzadze |
| 17 marca 202412:00 CET (UTC+1) | D. Plichta 5 (P), Piotrowicz 3 (K) | 8:34(3:22) | De Francq 9 (3pd K), Bastin 5 (P), Soenen 5 (P), Tauzia 5 (P), Torfs 5 (P), Wallraf 5 (P) | Stade Jean-Bouin, Paryż Widzów: 2000 Sędzia: Szota Tewzadze |
| 17 marca 202412:00 CET (UTC+1) | Piotrowicz, Saborit                | 8:34(3:22) | Berger, De Molder                                                                         | Stade Jean-Bouin, Paryż Widzów: 2000 Sędzia: Szota Tewzadze |

Mecz o piąte miejsce
| 17 marca 202414:45 CET (UTC+1) | Holandia                                                                | 45:0(24:0) | Niemcy        | Stade Jean-Bouin, Paryż Widzów: 2000 Sędzia: Paulo Duarte |
| 17 marca 202414:45 CET (UTC+1) | Fortuin 20 (P 6pd K), Wierenga 15 (3P), Bloemen 5 (P), Schoonraad 5 (P) | 45:0(24:0) |               | Stade Jean-Bouin, Paryż Widzów: 2000 Sędzia: Paulo Duarte |
| 17 marca 202414:45 CET (UTC+1) | Anderson, Raymond, Ruijgrok                                             | 45:0(24:0) | Ball, Rodwell | Stade Jean-Bouin, Paryż Widzów: 2000 Sędzia: Paulo Duarte |

### O miejsca 1–4
|  | Półfinały             | Półfinały             |    |                      | Finał                | Finał |  |
|  |                       |                       |    |                      |                      |       |  |
|  | Tbilisi, 2 marca 2024 |                       |    |                      |                      |       |  |
|  | Gruzja                | 43                    |    |                      |                      |       |  |
|  | Rumunia               | 5                     |    |                      |                      |       |  |
|  |                       |                       |    |                      |                      |       |  |
|  |                       |                       |    |                      | Paryż, 17 marca 2024 |       |  |
|  |                       |                       |    |                      | Gruzja               | 36    |  |
|  |                       | Portugalia            | 10 |                      |                      |       |  |
|  |                       |                       |    |                      |                      |       |  |
|  |                       |                       |    |                      |                      |       |  |
|  |                       |                       |    |                      | o 3. miejsce         |       |  |
|  | Lizbona, 3 marca 2024 | Lizbona, 3 marca 2024 |    | Paryż, 17 marca 2024 | Paryż, 17 marca 2024 |       |  |
|  | Portugalia            | 33                    |    | Rumunia              | 33                   |       |  |
|  | Hiszpania             | 30                    |    |                      | Hiszpania            | 40    |  |

Półfinały
| 2 marca 202416:00 GET (UTC+4) | Gruzja | 43:5(10:0) | Rumunia         | Stadion im. Micheila Meschiego, Tbilisi Widzów: 10 300 Sędzia: Peter Martin |
| 2 marca 202416:00 GET (UTC+4) | Tabucadze 15 (3P), Gorgadze 5 (P), Iwaniszwili 5 (P), Modebadze 5 (P), Tapladze 5 (P), Abżandadze 4 (2pd), Niniaszwili 4 (2pd) | 43:5(10:0) | Tangimana 5 (P) | Stadion im. Micheila Meschiego, Tbilisi Widzów: 10 300 Sędzia: Peter Martin |

| 3 marca 202415:00 WET (UTC±0) | Portugalia                                                       | 33:30(13:20) | Hiszpania                                                                        | Estádio do Restelo, Lizbona Widzów: 8000 Sędzia: Benoît Rousselet |
| 3 marca 202415:00 WET (UTC±0) | Camacho 21 (3pd 5K), Cardoso 5 (P), Lima 5 (P), L. Martins 5 (P) | 33:30(13:20) | Güemes 7 (2pd K), Cian 5 (P), Ferrer 5 (P), López Bontempo 5 (pd K), Mateu 5 (P) | Estádio do Restelo, Lizbona Widzów: 8000 Sędzia: Benoît Rousselet |
| 3 marca 202415:00 WET (UTC±0) | Torgal                                                           | 33:30(13:20) |                                                                                  | Estádio do Restelo, Lizbona Widzów: 8000 Sędzia: Benoît Rousselet |

Mecz o trzecie miejsce
| 17 marca 202418:15 CET (UTC+1) | Rumunia                                                                         | 33:40(12:21) | Hiszpania                                                                               | Stade Jean-Bouin, Paryż Widzów: 6000 Sędzia: Adam Jones |
| 17 marca 202418:15 CET (UTC+1) | Tomane 10 (2P), Simonescu 10 (2P), Mitu 5 (P), Conache 4 (2pd), Melinte 4 (2pd) | 33:40(12:21) | Güemes 10 (5pd), Pichardie 10 (2P), Bell 5 (P), Cian 5 (P), Gimeno 5 (P), Ovejero 5 (P) | Stade Jean-Bouin, Paryż Widzów: 6000 Sędzia: Adam Jones |
| 17 marca 202418:15 CET (UTC+1) | Imaz, Ovejero                                                                   | 33:40(12:21) |                                                                                         | Stade Jean-Bouin, Paryż Widzów: 6000 Sędzia: Adam Jones |

Finał
| 17 marca 202421:00 CET (UTC+1) | Gruzja                                                               | 36:10(12:3) | Portugalia                               | Stade Jean-Bouin, Paryż Widzów: 8000 Sędzia: Tual Trainini |
| 17 marca 202421:00 CET (UTC+1) | Matkawa 16 (2pd 4K), Tabucadze 10 (2P), Alania 5 (P), Karkadze 5 (P) | 36:10(12:3) | Marta 5 (P), Camacho 3 (K), Aubry 2 (pd) | Stade Jean-Bouin, Paryż Widzów: 8000 Sędzia: Tual Trainini |
| 17 marca 202421:00 CET (UTC+1) | Achaladze, Iwaniszwili, Szarikadze                                   | 36:10(12:3) | Cunha, Madeira                           | Stade Jean-Bouin, Paryż Widzów: 8000 Sędzia: Tual Trainini |

## Klasyfikacja końcowa
| Miejsce | Reprezentacja |
| ------- | ------------- |
| złoto   | Gruzja        |
| srebro  | Portugalia    |
| brąz    | Hiszpania     |
| 4.      | Rumunia       |
| 5.      | Holandia      |
| 6.      | Niemcy        |
| 7.      | Belgia        |
| 8.      | Polska        |